# Habitatge al carrer Coll del Castell, 3 (Rupit)
L'Habitatge al carrer Coll del Castell, 3 és una casa de Rupit i Pruit (Osona) inclosa a l'Inventari del Patrimoni Arquitectònic de Catalunya.

## Descripció
Casa mitgera d'un únic tram que consta de planta baixa i dos pisos. La façana es troba orientada a llevant, els ràfecs són paral·lels a aquest sector. La part de ponent es troba adossada al cingle, a sota mateix de les runes del Castell. La planta baixa presenta un gros portal rectangular, amb la data "1781" inscrita, i una finestra al costat de les mateixes característiques, amb la data "1791". S'obren un parell de finestres a cada pis, totes amb ampit, però només les del primer són motllurats. L'angle nord-est sobresurt tres metres respecta la façana de la casa del costat. És construïda en pedra sense polir unida amb morter de calç, mentre les obertures són de pedra picada.

## Història
La plaça del coll del Castell es troba a la part alta de la vila de Rupit, sota el mur de llevant del Castell. Les cases estan assentades damunt el cingle i la gran majoria pertanyen als segles XVII-XVIII. Com totes les de Rupit han estat restaurades respectant la tipologia primitiva. L'establiment de Cavallers al Castell de Rupit donà un caire aristocràtic a la vila. Al segle xiv la demografia baixa considerablement, al fogatge del segle xvi s'experimentà un cert creixement i al segle xvii comença a ésser un nucli important de població, ja que durant la guerra dels Segadors (1654) s'hi establiren molt francesos.